# Julian Forte

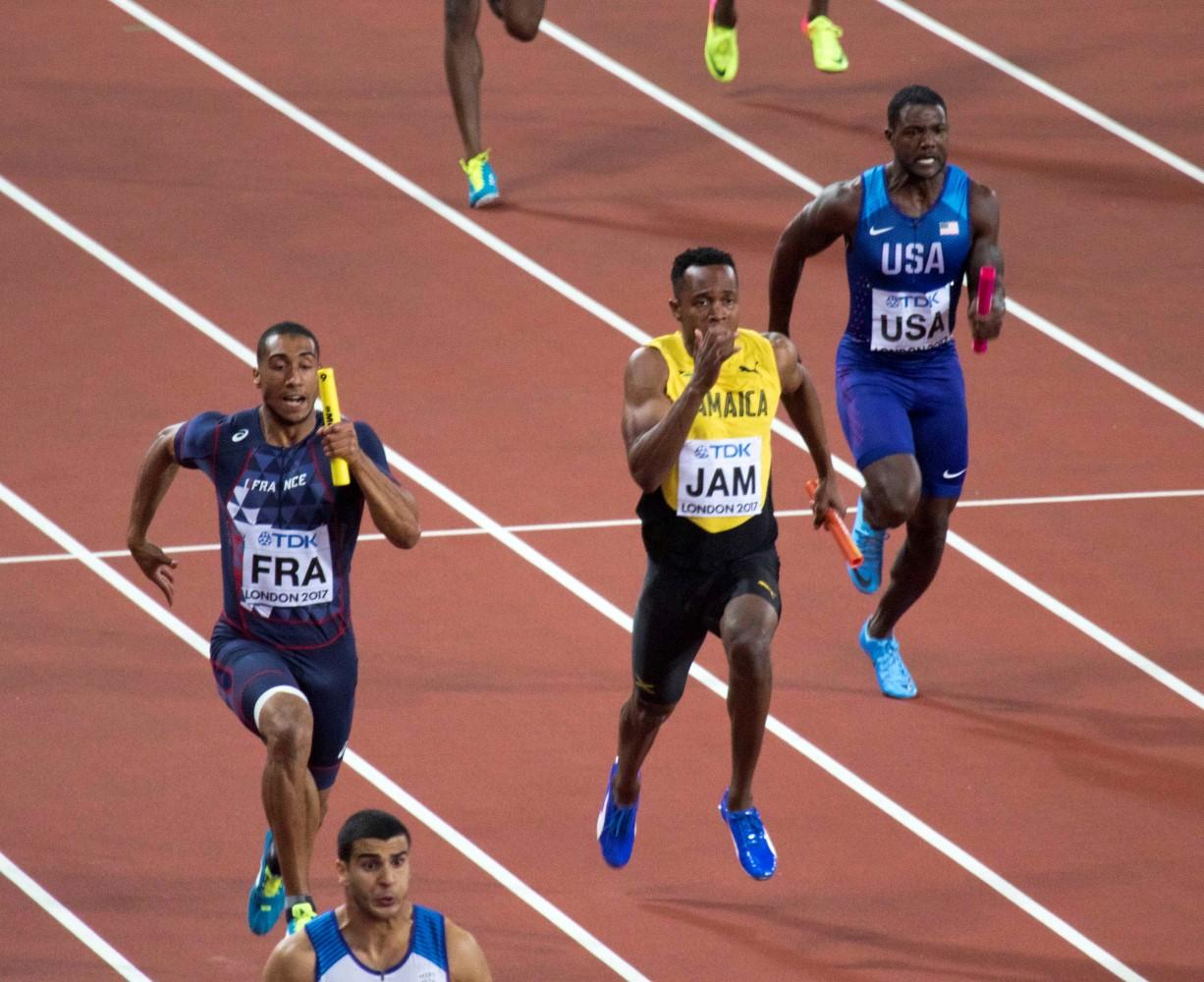
Forte bei Weltmeisterschaften 2017

Julian Forte (* 7. Januar 1993 im Saint Andrew Parish) ist ein jamaikanischer Sprinter.
2014 siegte er bei den World Relays in Nassau mit der jamaikanischen Mannschaft in der 4-mal-100-Meter-Staffel. Bei den Commonwealth Games in Glasgow trug er durch seinen Einsatz im Vorlauf zum Sieg der jamaikanischen 4-mal-100-Meter-Stafette bei.
Bei den Leichtathletik-Weltmeisterschaften 2015 in Peking erreichte er über 200 m das Halbfinale.

## Persönliche Bestzeiten
- 100 m: 9,99 s, 4. August 2017, London
- 200 m: 20,04 s, 27. Juni 2015, Kingston